# Kovk, Hrastnik
Kovk este o localitate din comuna Hrastnik, Slovenia, cu o populație de 97 de locuitori.